# Ester Chajut
Ester Chajut (hebrejsky ‏אסתר חיות‎; * 16. října 1953 Herzlija, Izrael) je předsedkyně Nejvyššího soudu Státu Izrael. Přísahu složila 26. října 2017 a očekává se, že funkci předsedkyně Nejvyššího soudu bude vykonávat do října 2023.

## Raný život
Ester „Esti“ Avni se narodila v izraelské Herzliji ve čtvrti Šaviv ma'bara (dnes čtvrť Jad ha-Teša) Jehudovi a Jehudit Avniovým, přeživším holokaustu v Rumunsku. Její rodiče se rozvedli, když byla ještě batole, a otec emigroval do Spojeného království. Vyrůstala u svých prarodičů ve čtvrti Neve Amal v Herzliji. V 17 letech se přestěhovala do Ejlatu ke své matce, která se znovu provdala. V roce 1971 dokončila v Ejlatu střední školu. Po ukončení střední školy byla odvedena do Izraelských obranných sil, kde sloužila ve vojenské hudební skupině Centrálního velitelství. Po propuštění z armády navštěvovala právnickou fakultu na Telavivské univerzitě, kterou dokončila v roce 1977. Během studia práv se také seznámila se svým manželem Davidem Chajutem, s nímž má dva syny. Absolvovala stáž v advokátní kanceláři Chajima Josefa Cadoka, bývalého izraelského ministra spravedlnosti, kde v letech 1977–1985 zůstala pracovat jako advokátní koncipientka. Po odchodu z firmy si spolu se svým manželem otevřela kancelář, která se specializuje na obchodní a deliktní právo.

## Soudní kariéra

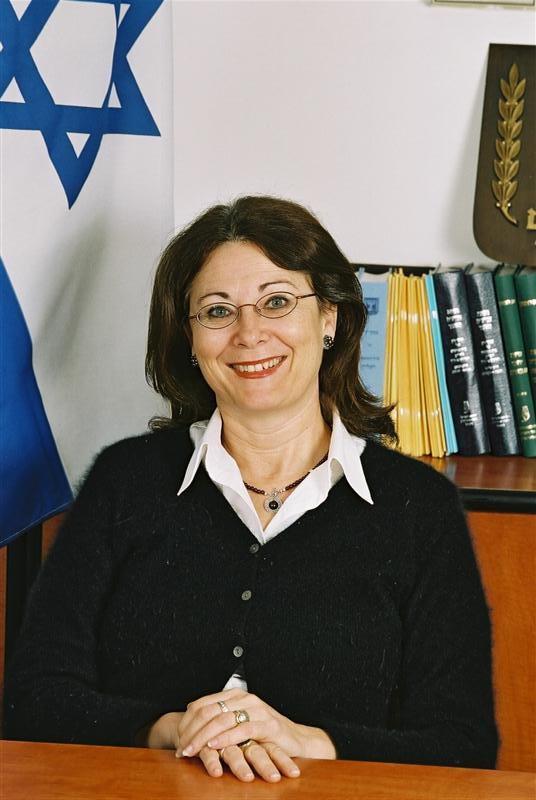
Ester Chajut (2001)

V březnu 1990 byla Chajut jmenována soudkyní Telavivského městského soudu a v roce 1996 byla jmenována soudkyní Telavivského distriktního soudu. V březnu 2003 byla jmenována soudkyní Nejvyššího soudu Státu Izraele.
V květnu 2015 byla jmenována předsedkyní Ústřední volební komise pro 20. Kneset.
Chajut byla v roce 2017 zvolena předsedkyní Nejvyššího soud Státu Izrael místo Mirjam Na'or a bude jí do roku 2023, podle metody seniority používané v Izraeli.